# Nastasen
Nastasen foi o Vigésimo Sétimo Rei da Dinastia Napata do Reino de Cuxe que governou de 335 a 310 a.C.,  ele sucedeu seu irmão  Akhraten.  Nastasen era  filho de Harsiotef com Pelkha .  Após seu entronamento recebeu seu nome real, Ankhkare ("Rá é a força da verdade"),  além desse recebeu como nome de Hórus  Kanacht Merpesdjet Chaemnepy ("Grande Touro da Enéade que apareceu em Napata"). 

## Histórico
O que se sabe sobre a história de Nastasen  (também transliterado Nastaseñ)  foi descoberto através de inscrições na sua estela descoberta em Dongola. Nesta estela aparece a mãe de Nastasen, a rainha Pelka, esposa do rei Harsiotef. Nesta estela também aparece sua esposa Sekhmakh. 
Durante seu reinado, Nastasen conteve invasores do Alto Egito. Na inscrição é feita uma menção ao chefe dos invasores, que se chamaria Kambasuten, que pode ser uma variação local de Khabash . Khabash foi o líder egípcio que lutou contra os persas por volta de 338 a.C. Sua invasão à Cuxe foi um fracasso, e Nastasen afirmou ter conseguido através de sua vitória um bom saque no qual se contaram magníficos navios. 

## Morte e sucessão
Nastasen foi enterrado em Nuri na 15ª pirâmide; e sua esposa, a rainha Sekhmakh, na número 56. Este rei foi o último a ser enterrado naquela necrópole .
Após a sua morte foi sucedido por Aktisanes